# Cotyledon velutina
Cotyledon velutina ist eine Pflanzenart der Gattung Cotyledon in der Familie der Dickblattgewächse (Crassulaceae).

## Beschreibung
Cotyledon velutina wächst als aufrechter, sukkulenter Strauch mit einer Wuchshöhe von bis zu 300 Zentimetern. Die von der Basis aus verholzenden Triebe besitzen eine purpurbraune und an älteren Pflanzen abblätternde Borke. Sie erreichen einen Durchmesser von bis zu 45 Millimeter. Die grünen oder glauken und verkehrt lanzettlichen, flachen bis oben konkaven Laubblätter sind behaart oder kahl und werden 5 bis 13,5 Zentimeter lang und 2 bis 8 Zentimeter breit. Die Basis der Blätter ist keilförmig und geöhrt ausgebildet, der graugrüne, scharfe Rand der Blätter geht in den Stiel über und läuft an ihm herab. Die Spitze der Blätter ist stumpf und besitzt aufgesetzte Spitzchen.
Der bis 60 Zentimeter hohe Blütenstand besteht ist aus 3 bis 5 Dichasien mit jeweils 5 bis 10 rötlich, gelben und kahlen Einzelblüten. Der Blütenstandstiel hat einen Durchmesser von 3 bis 4 Millimeter. Die Blütenkrone ist röhrig ausgebildet. Die zylindrische Röhre ist gelblich und bis 17 Millimeter lang. Die Kronzipfel sind ausgebreitet bis zurückgebogenen. Die Staubblätter ragen bis 7 Millimeter heraus. Die Staubbeutel sind gelb gefärbt und werden 2,5 Millimeter im Durchmesser. Die quer länglichen Nektarschüppchen sind gelb und 0,6 bis 1,0 Millimeter groß.

## Verbreitung
Cotyledon velutina ist in den südafrikanischen Provinzen Ostkap und im südlichen KwaZulu-Natal in subtropischen Dickichten verbreitet.

## Taxonomie
Die Erstbeschreibung als Cotyledon velutina durch Joseph Dalton Hooker wurde 1868 veröffentlicht.
Synonyme sind Cotyledon beckeri Schönland & Baker f. (1902) und Cotyledon mollis Schönland (1915).

## Nachweise